# راه‌بند (فیلم)
«راه‌بند» (انگلیسی: Roadblock (film)) فیلمی در ژانر سرقت است که در سال ۱۹۵۱ منتشر شد. از بازیگران آن می‌توان به چارلز مک‌گرا و جون دیکسون اشاره کرد.